# Tübinger Fehde
Als Tübinger Fehde wird der Konflikt von 1164 bis 1166 zwischen Welf VI. und Welf VII. einerseits und dem Pfalzgrafen Hugo II. von Tübingen andererseits bezeichnet. Sie umfasste den gesamten schwäbischen Raum und konnte nur durch mehrmalige Intervention von Kaiser Friedrich Barbarossa gelöst werden.

## Geschehen

### Ursache
Die Quellen (Historia Welforum, Otto von St. Blasien) berichten, dass Hugo mehrere Straßenräuber (latrones) aufgriff, wobei er die eigenen Ministeriale frei ließ, die welfischen jedoch hinrichtete und deren Burg Möhringen bei Stuttgart zerstörte.
Daraufhin sandte Welf VI. eine Klage (querimonia) an Hugo, die dieser unterwürfig beantwortete und so zunächst einer Fehde entging. Die Welfen vergaßen die Vorfälle jedoch nicht, und so erneuerte Welf VII. die Klage 1164, während sein Vater in Italien weilte. Angeblich von Herzog Friedrich IV. von Schwaben aufgestachelt, gab Hugo eine trotzige Antwort, was nach Gerd Althoff einer ritualisierten Zustimmung zur gewaltsamen Lösung des Konflikts entsprach.
Die ältere Forschung (v. a. Karl Schmid) vermutet tiefere Ursachen und findet diese in einem Streit um das Erbe von Hugos Schwiegervater, des Grafen Rudolf von Bregenz. In der neueren Forschung bezeichnet Gerd Althoff diese Vermutung als „sehr problematisch“, da das Vorgehen Hugos gegen die welfischen Gefolgsleute „einen überaus plausiblen Fehdegrund“ boten. Dies entspreche zudem der Sicht aller zeitgenössischen Quellen. Dennoch kann der hohe Grad der Eskalation nur im Kontext der Konkurrenz der drei Herzöge (Berthold von Zähringen, Friedrich von Schwaben und Welf von Spoleto), genauso wie der expansiven Territorialpolitik Hugos gesehen werden.
Ein weiterer Aspekt ist der alte Feindschaftskomplex zwischen Welf und König Konrad III. bzw. dessen Sohn Friedrich (IV.) von Rothenburg, dem Herzog von Schwaben, der mit welfischer Hilfe bei den Thronfolgeregelungen 1152 übergangen wurde und durch die Geburt des ersten Sohnes Kaiser Friedrich Barbarossas 1164 keine Aussicht mehr auf den Königstitel hatte.

### Verlauf
Nachdem Hugo sich nicht einsichtig zeigte und keine satisfactio leisten wollte, berichtete Welf VII. seinen Verwandten, Freunden und Getreuen von dem ihm angetanen Unrecht und schmiedete so eine mächtige Allianz, der die Bischöfe von Augsburg, Speyer und Worms, Herzog Berthold von Zähringen und 15 Grafen, darunter die Grafen Gottfried und Rupert von Ronsberg, angehörten. Am 5. September 1164 rückten Welf und seine Verbündeten mit einem gewaltigen Heer von 2200 Mann vor die Burg Tübingen, in deren Schutz sich Pfalzgraf Hugo und Herzog Friedrich mit 1100 Mann verschanzt hatten. In der folgenden Nacht suchten Unterhändler einen friedlichen Ausgleich zu erzielen. Am Sonntag, dem 6. September 1164, entwickelte sich aus einem Scharmützel jedoch ungeplant eine regelrechte Schlacht, in der die welfische Seite unterlag. Die Partei Pfalzgraf Hugos konnte 900 Gegner gefangen nehmen, während Welf VII. sich laut der Historia Welforum mit nur drei Begleitern in die Burg Achalm retten konnte.
Die Rückkehr Welfs VI. aus Italien und ein kaiserlicher Hoftag in Ulm im November 1164 sorgten zunächst für eine Waffenruhe und die Auslösung der Gefangenen. Die Kämpfe flammten jedoch zum Jahresende 1165 erneut auf. Welfischen Truppen gelang dabei die Zerstörung der pfalzgräflichen Burgen in Kellmünz an der Iller, Hildrizhausen und Pfalzgrafenweiler sowie der befestigten Kirche in Gültstein, die nach Schiffer (s. Literatur) allesamt Vorposten der tübingischen Expansion waren.
Hugo konterte, indem er den Herzog von Schwaben bat, mittels seiner verwandtschaftlichen Beziehungen Hilfe vom böhmischen Herzog (König) Vladislav II. zu erhalten. Mithilfe dieser böhmischen Truppen verwüstete er zu Jahresanfang 1166 die welfischen Besitzungen in Oberschwaben und zwang die Welfen, sich in ihre Burg Ravensburg zurückzuziehen.

### Ende
Nach dem gescheiterten Waffenstillstand vom November 1164 verlangten die wiederaufflammenden Kämpfe im Frühjahr 1166 erneut eine Einmischung des Kaisers. Auf dem Hoftag in Ulm Anfang März musste sich Pfalzgraf Hugo auf kaiserlichen Befehl dreimal vor Welf VII. in Anwesenheit aller beteiligter Adliger (auch Friedrich von Rothenburgs) niederwerfen und wurde dann gefesselt in Gefangenschaft abgeführt. Bis zum Tod des jungen Welfs 1167 verbrachte er so inhaftiert eineinhalb Jahre auf einer welfischen Burg in Churrätien. Unterwerfungsrituale waren im Hochmittelalter gängige öffentliche Zeichen und lösten so manchen Konflikt.
Eine offene Frage bleibt, warum Herzog Friedrich von Schwaben nicht bestraft wurde. Hansmartin Schwarzmaier führt dies auf die Unterstützung durch seinen Schwiegervater, Herzog Heinrich den Löwen, sowie seine Tante, die byzantinische Kaiserin Bertha von Sulzbach, zurück.